# Pieter Donker
Pour les articles homonymes, voir Donker.
Pieter Donker, né en 1635 à Gouda, et mort dans cette même ville en 1668, est un peintre néerlandais du Siècle d'or.

## Biographie

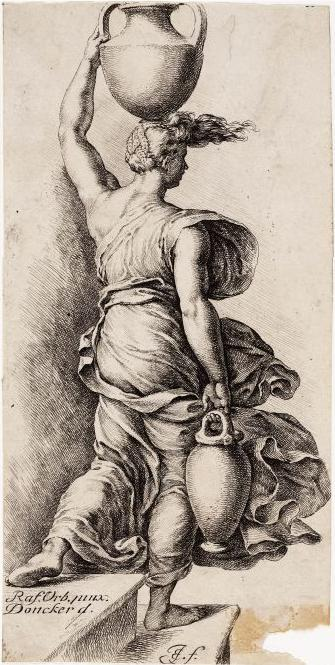
Femme avec une jarre, copie d'après Raphael, publié par Jan de Bisschop.

Selon Arnold Houbraken, il a voyagé à Anvers, Francfort et Rome avec son cousin Jan Donker. Il a voyagé à Francfort, où il a assisté au couronnement de Léopold, et accompagné Charles III de Créquy à Rome. Selon le RKD, il était un élève de Jacob Jordaens en 1656-1658 à Anvers. En 1658, au moment du couronnement de Léopold Ier, empereur du Saint -Empire il était un portraitiste à Francfort. Ses croquis de des œuvres de maîtres italiens, ont été plus tard utilisé par Jan de Bisschop. En 1664 il a voyagé de Rome à Naples avec Willem Schellinks (en), Alexander Le Petit, Frederick Kerseboom (en) et G.Sabé. En 1666, il était de retour à Gouda, où il meurt plus tard. Son cousin Jan peint les régents de l'établissement correctionnel Gouda.